# Jan Van Duppen
Jan Van Duppen, né le 22 octobre 1953 à Turnhout, est un homme politique belge flamand, membre du Sp.a.
Il est docteur en médecine, chirurgie et accouchements (UIA) ; 
ancien mineur ; ancien chauffeur de tram et de bus; médecin généraliste.

## Carrière politique
- 2001-2006 : conseiller communal à Turnhout
- 1999-2004 : membre du Conseil flamand 
  - 2002-2004 : membre de la Commission interparlementaire de la Nederlandse Taalunie
  - 2003-2004 : sénateur de communauté désigné par le Conseil flamand